# Casabella (la Pedra)
Casabella (escrit també Casavella) és una masia del poble de la Pedra, al municipi de la Coma i la Pedra, a la Vall de Lord (Solsonès), inclosa a l'Inventari del Patrimoni Arquitectònic de Catalunya. La masia està documentada des de l'any 1553

## Situació
Es troba a l'extrem sud-oest del terme municipal, al vessant meridional del serrat del Jou, a 225 metres al NO de l'ermita de Sant Lleïr de Casabella. S'hi va des de la carretera de Berga LV-4241. Al km. 34,5 (42° 07′ 59″ N, 1° 37′ 02″ E / 42.132982°N,1.617204°E), abans d'arribar al Pont de Codina, es pren la pista que puja cap al nord. Està senyalitzada direcció "Sant Lleïr de Casavella". Al cap d'1,8 km. s'arriba a la masia.

## Descripció
Construcció civil. Masia de planta rectangular seguint un dels esquemes més antics i clàssics. Coberta a doble vessant i amb el carener paral·lel a la façana, orientada a migdia. La masia té un parament molt senzill fet de reble i els murs sustentats amb pedra i morter.
Annexes a la masia, hi ha un seguit de dependències: graner, pallisses, coberts, corts, etc.

## Història
La masia de Casabella pertanyia a la parròquia de Sant Lleïr, actualment sense culte. Anomenada primerament de "Sant Layr", està documentada als anys 1470 i 1540.